# Dave Manson
David Michael „Dave“ Manson (* 27. Januar 1967 in Prince Albert, Saskatchewan) ist ein ehemaliger kanadischer Eishockeyspieler und derzeitiger -trainer, der im Verlauf seiner aktiven Karriere zwischen 1983 und 2002 unter anderem 1.215 Spiele für die Chicago Blackhawks, Edmonton Oilers, Winnipeg Jets, Phoenix Coyotes, Canadiens de Montréal, Dallas Stars und Toronto Maple Leafs in der National Hockey League (NHL) auf der Position des Verteidigers bestritten hat. Zuletzt war Manson bis November 2023 als Assistenztrainer bei den Edmonton Oilers aus der NHL angestellt. Sein Sohn Josh Manson und sein Neffe Dylan Yeo sind ebenfalls professionelle Eishockeyspieler.

## Karriere
Dave Manson begann seine Karriere als Eishockeyspieler in seiner Heimatstadt bei den Prince Albert Raiders, für die er von 1983 bis 1986 in der kanadischen Juniorenliga Western Hockey League aktiv war. In diesem Zeitraum wurde er im NHL Entry Draft 1985 in der ersten Runde als insgesamt elfter Spieler von den Chicago Blackhawks ausgewählt. Für die Blackhawks spielte er von 1986 bis 1991 in der National Hockey League und entwickelte sich zu einem der Führungsspieler seiner Mannschaft. Zu Beginn seiner Profikarriere stand er zudem in sechs Spielen für Chicagos Farmteam Saginaw Hawks in der International Hockey League auf dem Eis. Belohnt für seine guten Leistungen wurde er mit der Teilnahme am NHL All-Star Game 1989. Zur Saison 1991/92 wurde der Verteidiger innerhalb der NHL im Tausch für Steve Smith an die Edmonton Oilers abgegeben, bei denen er in den folgenden zweidreiviertel Jahren ebenfalls überzeugen konnte. In seiner Zeit bei den Oilers nahm er am NHL All-Star Game 1993 teil. Kurz vor Ende der Saison 1993/94 wurde der Kanadier zu den Winnipeg Jets transferiert. Als das Franchise zur Saison 1996/97 umgesiedelt wurde, spielte er auch zunächst für Winnipegs Nachfolgeteam Phoenix Coyotes, ehe er im März 1997 im Tausch gegen Murray Baron und Chris Murray an die Canadiens de Montréal abgegeben wurde.
Zu Beginn der Saison 1998/99 war Manson Bestandteil eines umfangreichen Transfers, der ihm die Rückkehr zu den Chicago Blackhawks ermöglichte. Diese ließen ihn nach 15 Monaten im Februar 2000 zum amtierenden Stanley-Cup-Gewinner Dallas Stars ziehen ließen. Mit den Stars erreichte er in der Saison 2000/01 ebenfalls das Stanley-Cup-Finale, scheiterte mit seiner Mannschaft jedoch mit 2:4 Siegen an den New Jersey Devils. Im Anschluss an die Spielzeit unterschrieb der ehemalige Nationalspieler einen Vertrag als Free Agent bei den Toronto Maple Leafs. Diese gaben ihn im November 2001 im Tausch gegen den Finnen Jyrki Lumme wieder an die Dallas Stars ab, bei denen er im Anschluss an die Saison 2001/02 seine Karriere im Alter von 35 Jahren beendete. Zuletzt hatte er zudem zwei Partien für Dallas’ Farmteam Utah Grizzlies aus der American Hockey League absolviert.
Von 2002 bis 2018 war Manson als Assistenztrainer für sein ehemaliges WHL-Team Prince Albert Raiders tätig. Von 2018 bis Februar 2022 betreute er als Assistenztrainer die Bakersfield Condors aus der AHL. Im Februar 2022 wurde er in derselben Funktion bei den Edmonton Oilers angestellt, dort jedoch bereits im November 2023 samt Cheftrainer Jay Woodcroft wieder entlassen.

### International
Für Kanada nahm Manson an der Weltmeisterschaft 1993 teil, bei der er in das All-Star-Team des Turniers gewählt wurde.

## Erfolge und Auszeichnungen
- 1986 WHL East Second All-Star Team
- 1989 Teilnahme am NHL All-Star Game
- 1993 Teilnahme am NHL All-Star Game

### International
- 1993 All-Star-Team der Weltmeisterschaft

## Karrierestatistik

### International
Vertrat Kanada bei:
- Weltmeisterschaft 1993

(Legende zur Spielerstatistik: Sp oder GP = absolvierte Spiele; T oder G = erzielte Tore; V oder A = erzielte Assists; Pkt oder Pts = erzielte Scorerpunkte; SM oder PIM = erhaltene Strafminuten; +/− = Plus/Minus-Bilanz; PP = erzielte Überzahltore; SH = erzielte Unterzahltore; GW = erzielte Siegtore; 1 Play-downs/Relegation; Kursiv: Statistik nicht vollständig)